# Автомагистрали Хорватии

Автомагистрали в Хорватии

Автомобильный транспорт — один из двух главных видов пассажирского транспорта в Хорватии (40,2 % пассажиров в 2010 году), наряду с железнодорожным, им же осуществляется большая часть грузовых перевозок (58,3 % в 2010 году). Так как большая часть центральной и южной Хорватии покрыта горами, железнодорожный транспорт развит, в основном, в северной части страны, в связи с чем автодороги являются ключевым звеном транспортной системы страны, связывающим её различные регионы.

## Типы автодорог
Автодороги делятся на четыре типа:

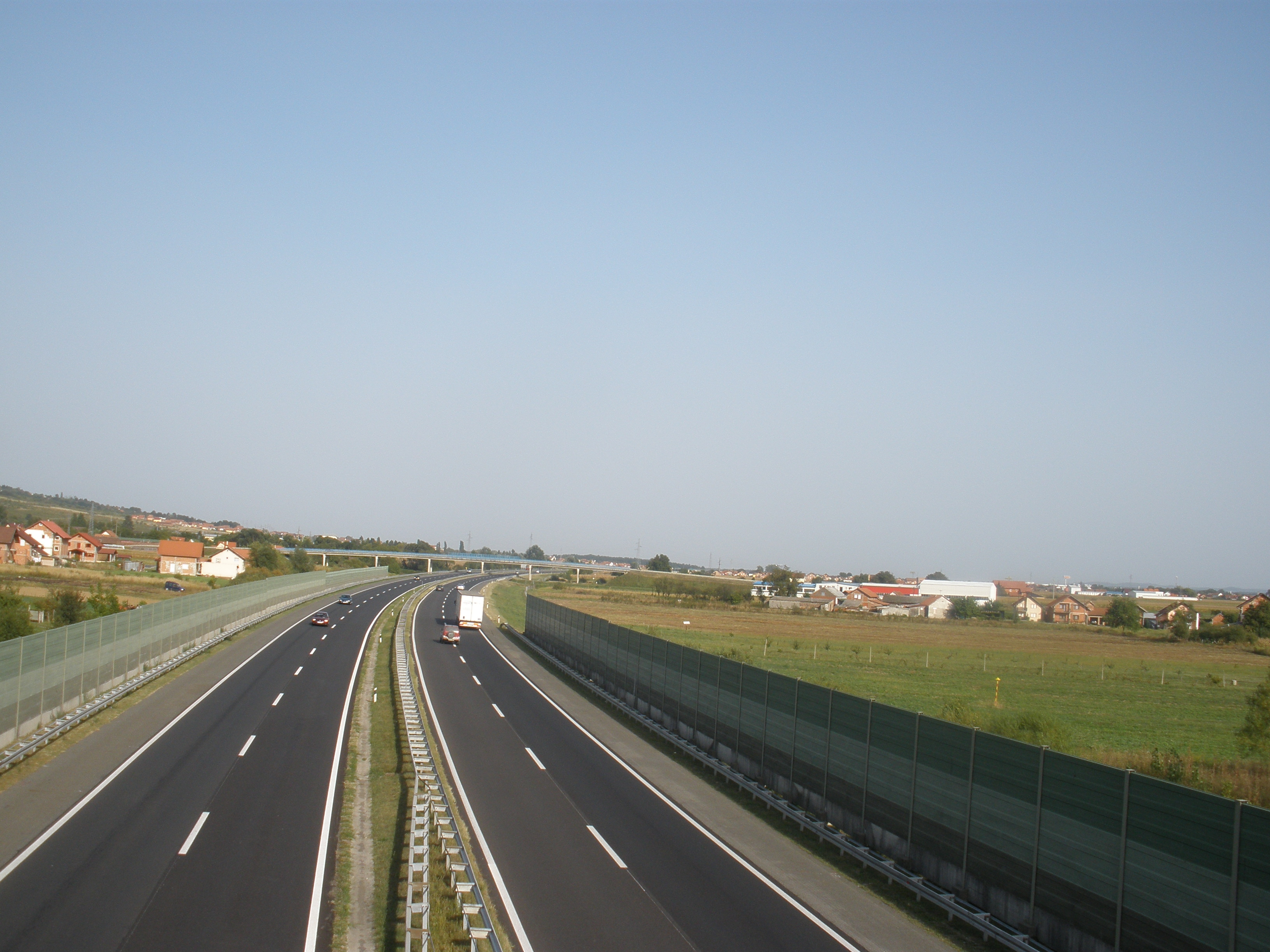
Магистраль A3 около города Славонски-Брод

- Автомагистрали (Autocesta) — обозначаются на схемах литерой A
- Дороги государственного значения (Državna cesta) — обозначаются на схемах литерой D
- Дороги регионального значения (Županijska cesta) — обозначаются на схемах литерой Ž
- Дороги местного значения (Lokalna cesta) — обозначаются на схемах литерой L

Суммарная длина автомагистралей — 1249 километров, дорог государственного значения — 6 810 километров, регионального — 10 820 километров, местных — 10 280 километров.
Автомагистрали на большей части своего протяжения платные, за исключением отдельных бесплатных участков. Все дороги уровня D, Ž и L — бесплатны. Поддержание дорог регионального и местного значения осуществляется, в основном, за счёт местных бюджетов, государственного значения — за счёт госбюджета. Большинством платных автомагистралей управляет государственная компания «Hrvatske autoceste», однако ряд магистралей находится в управлении частных корпораций, так A6 находится под управлением компании «Autocesta Rijeka-Zagreb».

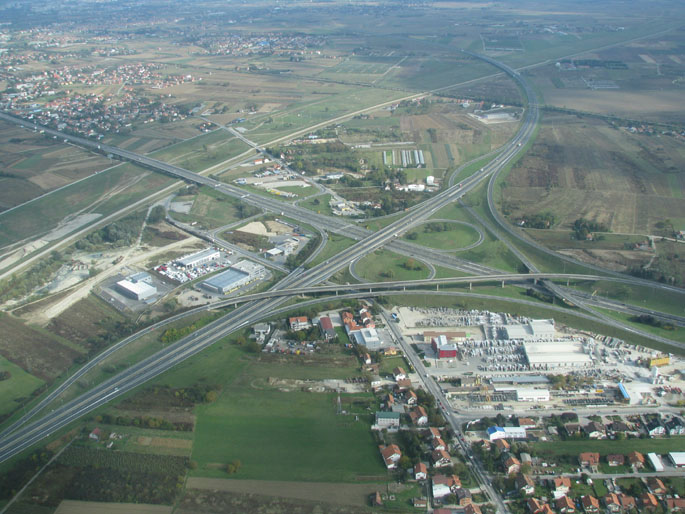
Развязка Лучко — пересечение A1 и A3

Безопасность на автодорогах высокая и продолжает увеличиваться. Только за период с 2008 по 2010 год число ДТП с наличием пострадавших на дорогах Хорватии снизилось с 16283 до 13272 случаев в год, число погибших в ДТП за тот же период снизилось с 664 до 426.
Порядок управления дорожной сетью и её поддержания регулируется рядом законов, изданных как парламентом, так и Министерством моря, транспорта и инфраструктуры.

## Общие сведения об автомагистралях
В настоящее время суммарная протяжённость автомагистралей (A) в Хорватии составляет 1249 километров. Большая часть автомагистралей была построена в период 1995—2008 годов после обретения Хорватией независимости и прекращения войны. В Социалистической Республике Хорватии были начаты некоторые автомагистральные участки (крупнейшие Загреб — Карловац и Загреб — Славонски-Брод), которые также были реконструированы в современный период для приведения к современным стандартам качества.

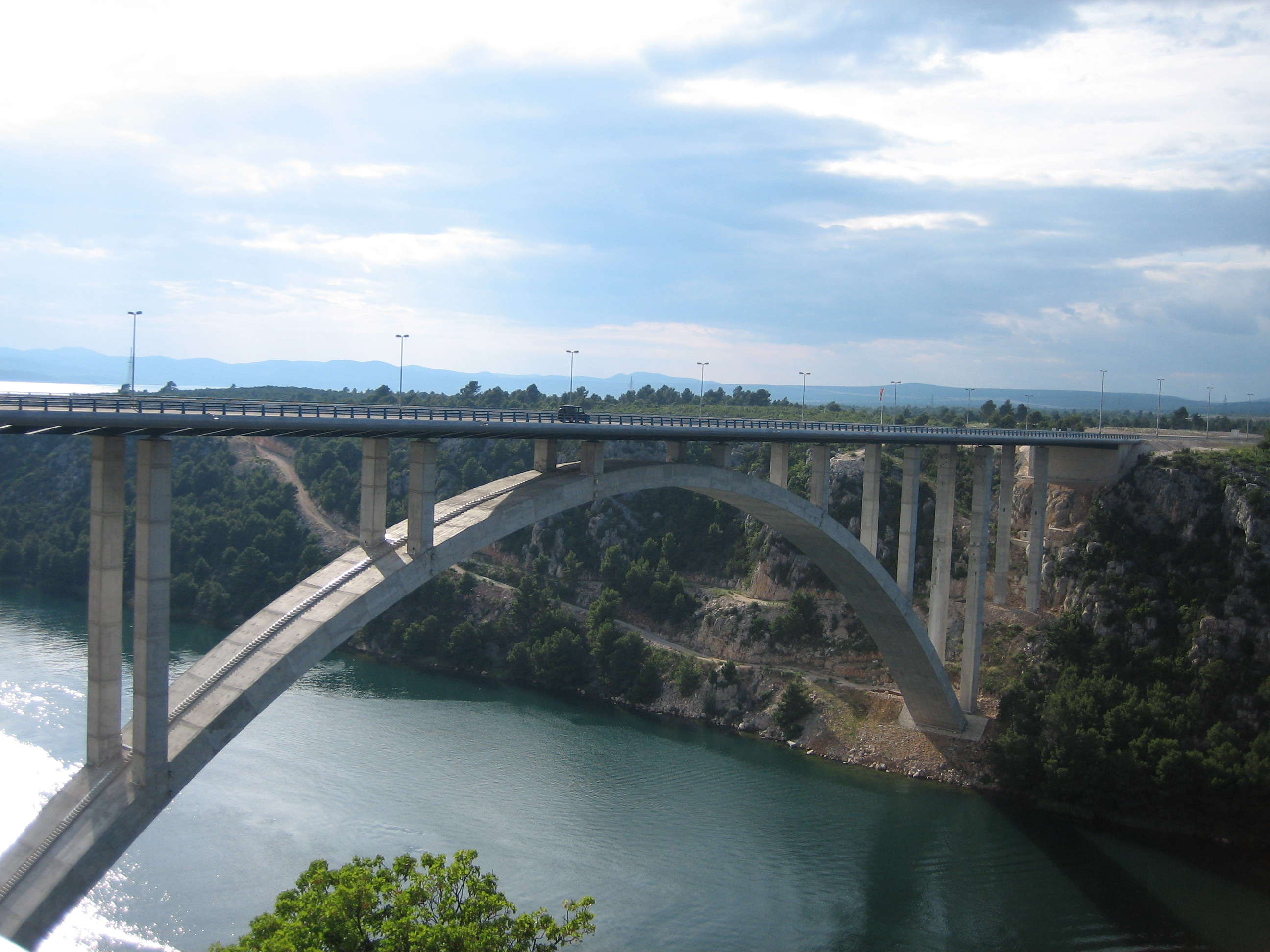
Мост через реку Крка

Скорость движения по автомагистралям составляет (если иное не указано на дорожных знаках) не более 130 км/ч и не менее 60 км/ч. В некоторых особых местах, например, с большим перепадом высот, для грузового транспорта выделена отдельная полоса, на которой отсутствует нижний предел скорости.
Магистрали отличаются высоким уровнем инфраструктуры и комфорта (места для отдыха, мотели, бензоколонки, магазины), например на магистрали A1 обустроено 25 мест для отдыха (Odmorište) с соответствующей инфраструктурой и ещё несколько планируются к постройке, на A3 — 15 мест для отдыха.
Шоссе построены с учётом требований экологов, в частности, относительно наличия проходов для диких животных. На магистрали A1 таких проходов 7.
Оплата проезда производится по двум систем: открытой и закрытой. Открытая система, при которой водитель заранее оплачивает свой проезд по объекту и не платит на выезде, применяется на ряде платных тоннелей и мостов (например тоннель Учка). Закрытая система применяется на платных автомагистралях — водитель получает чек при въезде на магистраль, на выезде оплачивает проезд в зависимости от числа километров. Оплата может производится различными способами — наличными, банковскими картами, специальными смарт-картами, а также с помощью системы автоматического сбора пошлины, в Хорватии известной как ENC (Elektronička naplata cestarine).

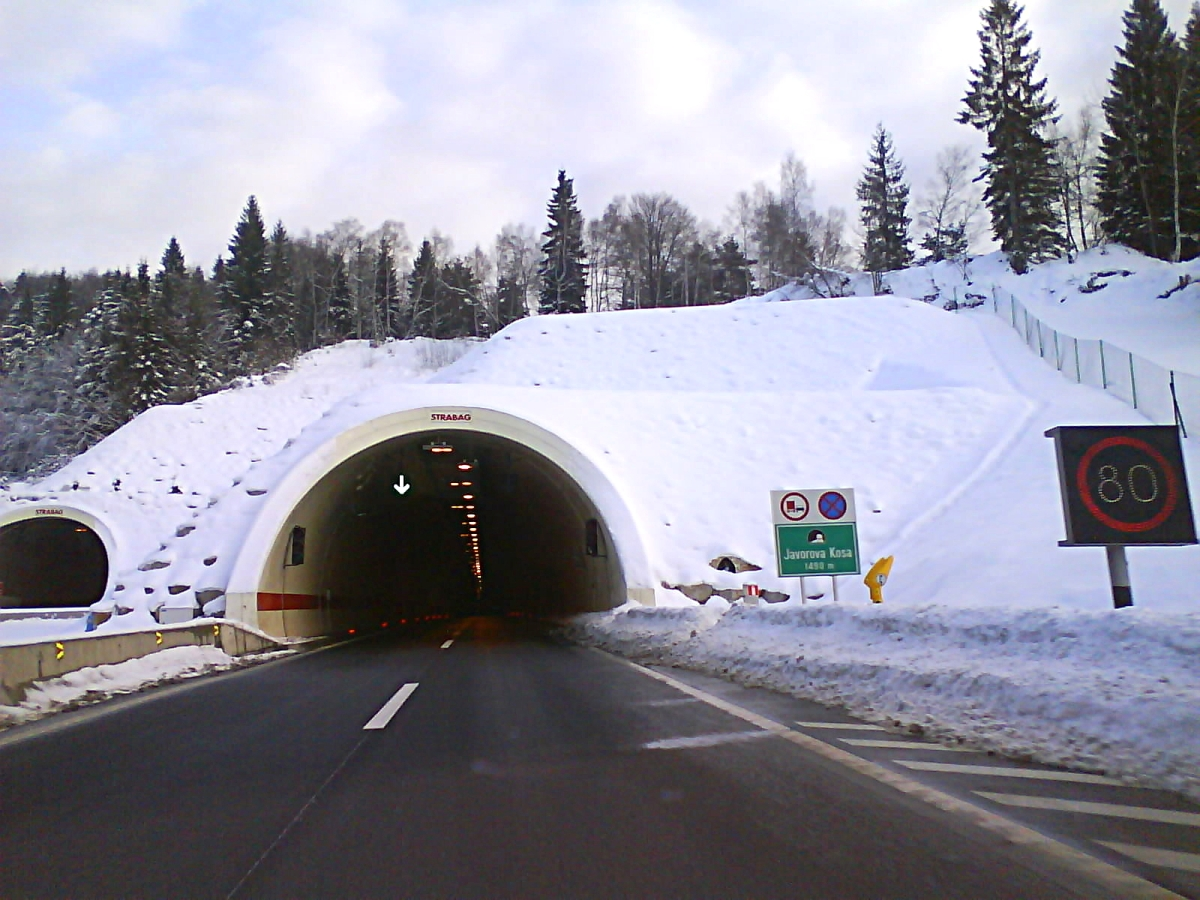
Вид на въезд в тоннель Яворова-Коса (A6) зимой

Большинство хорватских магистралей проложены в сложных горных условиях и характеризуются большим количеством инфраструктурных элементов, таких как тоннели, мосты и виадуки. Суммарная длина инфраструктурных элементов на шоссе A1 — 18,6 % общей длины трассы, на шоссе A6 — 21 %. Крупнейшие тоннели страны — Мала-Капела и Свети-Рок (A1), Учка (A8), Тухобич (A6). Важнейшие мосты — Мост над Доброй, Мост через реку Крка и Масленицкий мост (A1), Мост над Мирной (A9). За исключением отдельных редких случаев (тоннель Учка) отдельная плата за проезд через мост или тоннель не взимается, водитель оплачивает только километраж при выезде с платной магистрали.
Особенностью хорватских магистралей является резкое увеличение трафика на них в летний период, что вызвано популярностью адриатических курортов у европейских туристов и наплывом отдыхающих, путешествующих на море на собственном автотранспорте.

## Список действующих магистралей
В настоящее время [когда?]полностью или почти полностью построены и введены в эксплуатацию 4 магистрали (A2, A3, A4, A6), ещё 4 функционируют на большей своей части, хотя ведутся работы по их продлению и усовершенствованию (A1, A5, A8, A9), две магистрали в активной фазе строительства (A7 и A11), строительство одной запланировано, но не начато (A10) и строительство одной заморожено на неопределённый срок (A12).
| Шоссе | Маршрут                                                                   | Длина  | Годы строительства      | Платные участки                                                                                                  | Дальнейшие планы                                                                                                |
| ----- | ------------------------------------------------------------------------- | ------ | ----------------------- | --- | --- |
| A1    | Загреб — Карловац — Задар — Сплит — Вргорац                               | 467 км | 1975 -                  | Вся магистраль                                                                                                   | Продление шоссе до Плоче и Дубровника                                                                           |
| A2    | Загреб — Крапина — граница Словении                                       | 59 км  | 1990 — 2007             | Вся магистраль за исключением бесплатных 7 км на участке Загреб (развязка Янкомир) — Запрешич                    | Строительство завершено                                                                                         |
| A3    | Загреб — Кутина — Славонски-Брод — граница Сербии                         | 306 км | 1977 — 2006             | Вся магистраль за исключением бесплатных 38 км на южном обходе Загреба (между развязками Бобовица и Иванья-Река) | Строительство завершено                                                                                         |
| A4    | Загреб — Врбовец — Вараждин — граница Венгрии                             | 96 км  | 1997 — 2008             | Вся магистраль за исключением бесплатных 17 км на участке Загреб (развязка Иванья-Река) — Врбовец                | Строительство завершено                                                                                         |
| A5    | Осиек — Джяково — развязка Среданцы с шоссе A3                            | 55 км  | 2007 -                  | Вся магистраль                                                                                                   | Строительство северного участка Осиек — граница с Венгрией и южного Среданцы — граница с Боснией и Герцеговиной |
| A6    | развязка Босильево с шоссе A1 — Делнице — Риека                           | 80 км  | 1996 — 2008             | Вся магистраль                                                                                                   | Строительство завершено                                                                                         |
| A7    | граница Словении — Риека — Бакар                                          | 34 км  | 1977 -                  | Участок с 4 по 11 км, остальная трасса бесплатна                                                                 | Строительство продолжения до Кральевицы, планируется продолжение до Сеня и A1                                   |
| A8    | Канфанар — Пазин — Риека                                                  | 64 км  | 1981 -                  | Тоннель Учка, остальная трасса бесплатна                                                                         | Расширение шоссе до двух полос в каждом направлении, вторая очередь тоннеля Учка                                |
| A9    | Умаг — Канфанар — Пула                                                    | 77 км  | 1988 -                  | Вся магистраль                                                                                                   | Продление на север до границы Словении                                                                          |
| A10   | граница Боснии и Герцеговины — Меткович — Плоче                           | 0 км   | Строительство не начато | Строительство не начато                                                                                          | Даты строительства не определены                                                                                |
| A11   | Велика-Горица — Сисак                                                     | 9 км   | 1988 -                  | вся трасса бесплатна                                                                                             | Продление до Сисака                                                                                             |
| A12   | развязка Света-Елена с шоссе A4 — Врбовец — Крижевцы — граница с Венгрией | 23 км  | 2009 -                  | вся трасса бесплатна                                                                                             | Строительство заморожено в 2012 году                                                                            |

## Строительство и планы

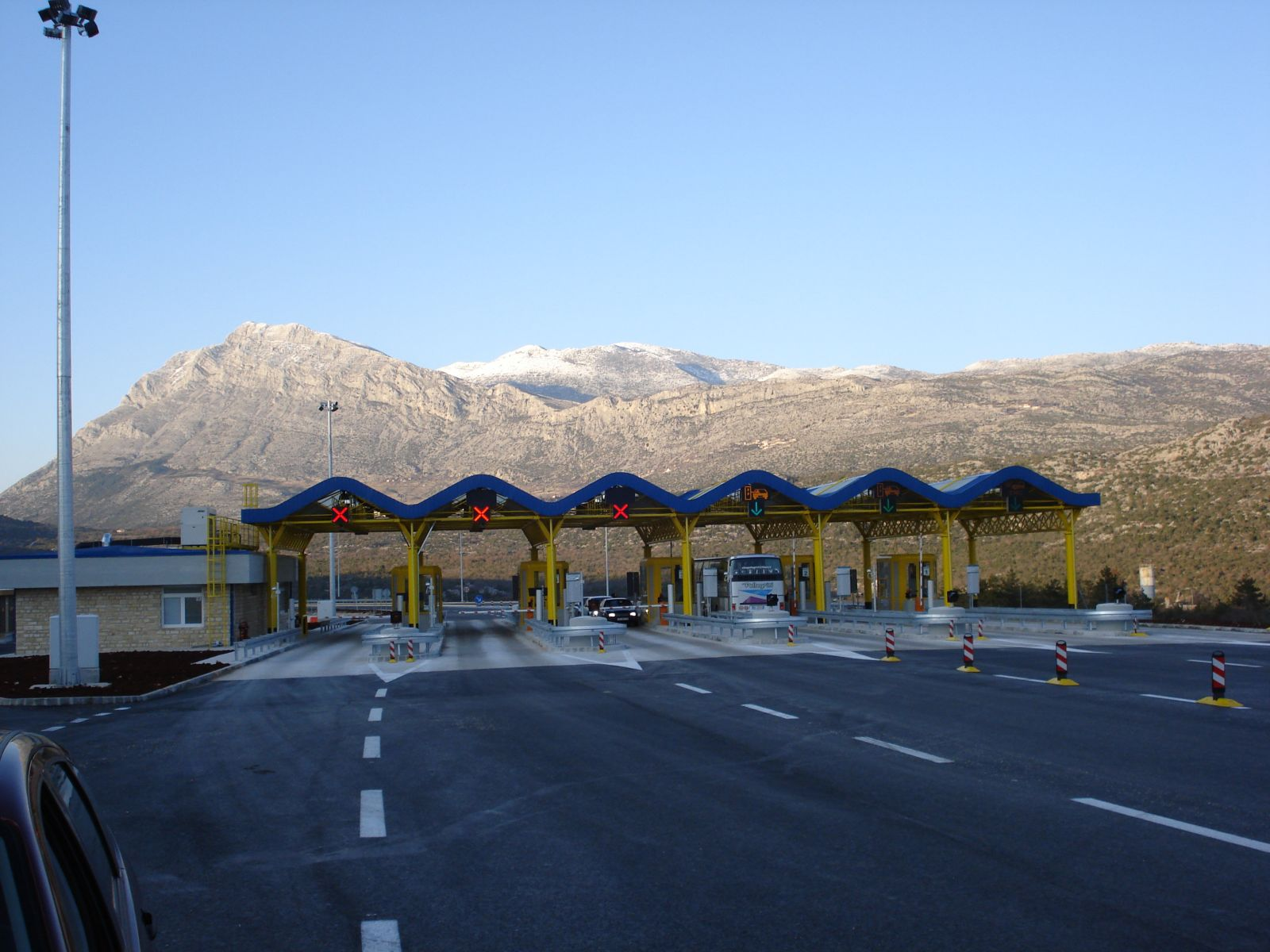
Пункт оплаты

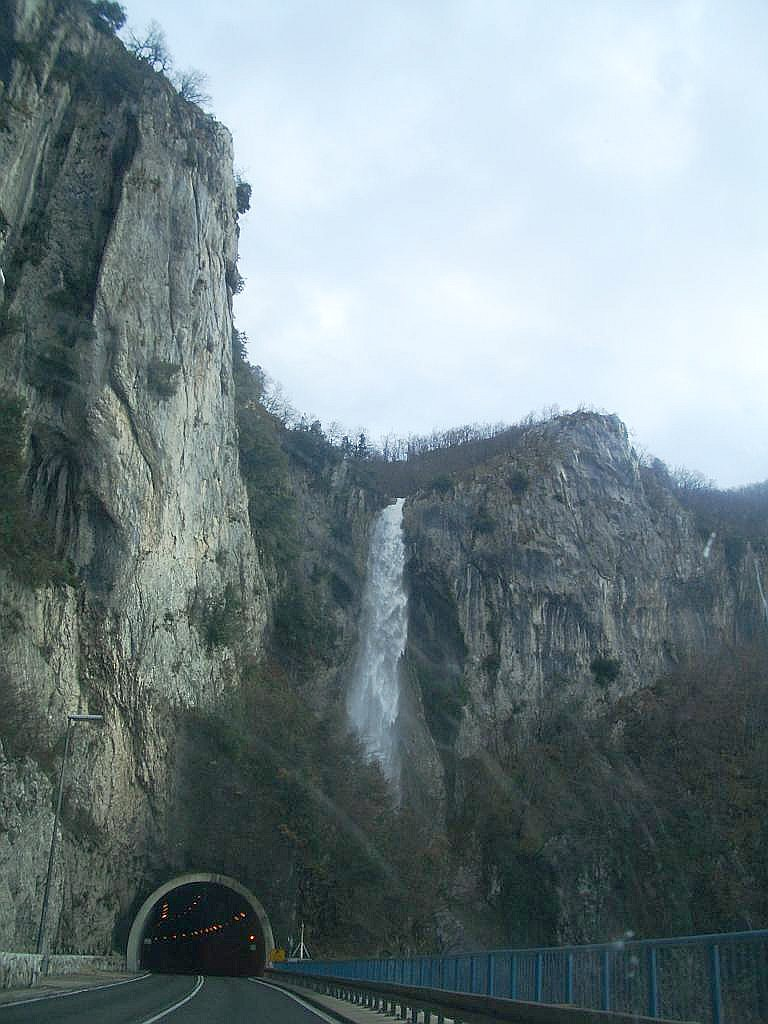
Западный въезд в тоннель Учка

Продолжается строительство магистрали A1 на участке Вргорац — Плоче — Меткович, планируется, что строительство будет завершено в 2013 году. Дальше шоссе должно достигнуть Дубровника, решив стратегическую для Хорватии задачу появления надёжного транспортного сообщения между Дубровником и остальной страной, однако дальнейшие варианты прохождения трассы упираются в споры вокруг Пелешацкого моста. По предварительному плану трасса должна была продолжаться по побережью до Дубровника, пересекая принадлежащий Боснии и Герцеговине Неумский коридор. Однако затем был предложен вариант с Пелешацким мостом над морским заливом, отделяющим побережье от полуострова Пелешац. По этому плану, магистраль должна пройти по Пелешацкому мосту на Пелешац и далее до Дубровника. Таким образом, трасса обходила бы боснийский Неумский коридор, и устранялась бы отрезанность по суше Дубровника от остальной Хорватии. Споры вокруг моста, носят как финансовый, так и политический характер.
Магистрали A5 и A10 в будущем должны составить полностью перестроенный в автомагистраль европейский маршрут E73 Будапешт — Осиек — Сараево — Плоче, который кроме них составят венгерская магистраль M6 и боснийская A1.
Магистраль A5 планируется к окончанию в 2014 году, трасса A10 спроектирована, но строительство не начиналось, поскольку боснийская магистраль A1 далека от завершения, а без соединения с ней шоссе A10 бессмысленно.
Магистрали A7 и A11 находятся в активной фазе строительства, строительство двух планировавшиеся магистралей на северо-восток от Загреба в сторону Копривницы и Вировитицы (A12 и A13) отменено в 2012 году. Строительство трассы A12 заморожено после открытия первого участка в 23 км, трасса A13 отменена полностью.